# Bataille de Villaviciosa (1710)
Pour les articles homonymes, voir Bataille de Villaviciosa.
Guerre de Succession d'Espagne
Batailles
Campagnes de Flandre et du Rhin
- Landau (1702)
- Friedlingen (1702)
- Kehl (1703)
- Ekeren (1703)
- Höchstädt (1703)
- Spire (1703)
- Schellenberg (Donauworth) (1704)
- Blenheim (1704)
- Landau (1704)
- Vieux-Brisach (1704)
- Eliksem (1705)
- Ramillies (1706)
- Stollhofen (1707)
- Cap Béveziers (1707)
- Cap Lizard (1707)
- Audenarde (1708)
- Wynendaele (1708)
- Lille (1708)
- Gand (1708)
- Malplaquet (1709)
- Douai (1710)
- Bouchain (1711)
- Denain (1712)
- Bouchain (1712)
- Douai (1712)
- Landau (1713)
- Fribourg (1713)

Campagnes d'Italie
- Carpi (1701)
- Chiari (1701)
- Crémone (1702)
- Luzzara (1702)
- Verceil (1704)
- Cassano (1705)
- Nice (1705-1706)
- Calcinato (1706)
- Turin (1706)
- Castiglione (1706)
- Toulon (1707)
- Gaeta (1707)
- Cesana (1708)
- Syracuse (1710)

Campagnes d'Espagne et de Portugal
- Cadix (1702)
- Vigo (navale 1702)
- Cap de la Roque (1703)
- Gibraltar (août 1704)
- Ceuta (1704) (es)
- Málaga (1704)
- Gibraltar (1704-1705)
- Marbella (1705)
- Montjuïc (1705)
- Barcelone (1705)
- Badajoz (1705)
- Barcelone (1706)
- Murcie (1706) (es)
- El Albujón (1706) (es)
- Santa Cruz de Ténérife (1706) (en)
- Almansa (1707)
- Xàtiva (1707)
- Ciudad Rodrigo (1707) (en)
- Lérida (1707)
- Tortosa (1708)
- Minorque (1708)
- Gudiña (1709)
- Almenar (1710)
- Saragosse (1710)
- Brihuega (1710)
- Villaviciosa (1710)
- Barcelone (1713-1714)

Campagnes de Hongrie
- Saint-Gotthard (1703) (en)
- Biskupice (1704) (en)
- Smolenice (1704) (en)
- Koroncó (1704) (en)
- Zsibó (1705) (en)
- Saint-Gotthard (1705) (en)
- Trenčín (1708) (en)

Antilles et Amérique du sud
- Santa Marta (1702)
- Guadeloupe (1703)
- Nassau (1703)
- Colonia del Sacramento (1704)
- Carthagène (1708)
- Rio (1710)
- Carthagène (1711)
- Rio (1711)
- Cassard (1712)

La bataille de Villaviciosa eut lieu le 10 décembre 1710, deux jours après la bataille de Brihuega, pendant la guerre de Succession d'Espagne.

## Prélude
L'armée impériale, qui a perdu 2 000 hommes, sur les 23 000 qu'elle comptait au départ, dans la bataille d'Almenara et la bataille de Saragosse, ainsi que dans les fréquentes escarmouches avec les guérilleros, ou par maladie, est absolument incapable d'occuper les deux Castille. 
La position des alliés à Madrid, abandonnés par tous, excepté les plus pauvres de ses habitants, devient insoutenable. Le 9 novembre, ils évacuent la ville, et commencent à se retirer en Catalogne. 
Afin de trouver plus facilement du ravitaillement, l'armée se sépare en deux détachements. Le corps principal, composé de 18 000 hommes menés par le général Guido Starhemberg, a un jour d'avance sur les 5 000 hommes du détachement britannique commandé par Lord Stanhope.
Après une poursuite effrénée, le duc de Vendôme rejoint le petit détachement britannique et le capture, malgré une résistance désespérée, à la bataille de Brihuega des 8 et 9 décembre.

## Bataille
Informé tardivement du péril qui menace les Britanniques, Starhemberg tente de les secourir, mais arrive trop tard, rejoignant Vendôme à Villaviciosa de Tajuña. 
L'affrontement est sanglant. Les Franco-Espagnols perdent 2 500 hommes, les coalisés plus de 12 000. L'armée impériale est obligée de poursuivre sa retraite, abandonnant derrière elle son artillerie, 14 étendards, 54 drapeaux et 10 paires de cymbales.

## Conséquences
Harcelée à chaque étape par la cavalerie et les guérilleros espagnols, l'armée impériale est réduite à 5 ou 6 000 hommes quand, le 6 janvier, elle atteint Barcelone, une des dernières villes d'Espagne à reconnaître l'autorité de l'archiduc Charles. 